# Konvent 23 (Quedlinburg)

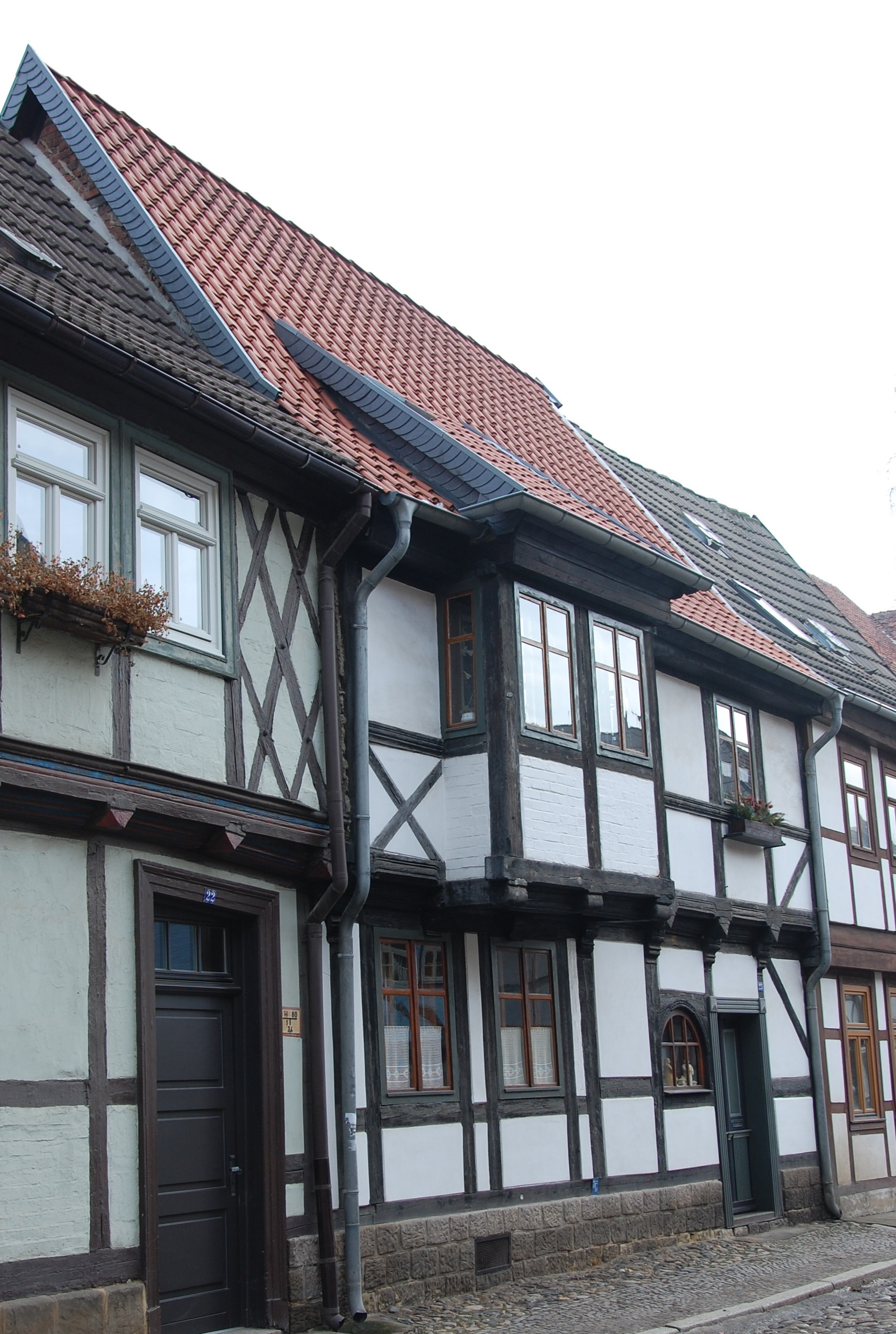
Haus Konvent 23

Das Haus Konvent 23 ist ein denkmalgeschütztes Gebäude in der Stadt Quedlinburg in Sachsen-Anhalt.

## Lage
Es befindet sich in der historischen Quedlinburger Neustadt auf der Ostseite der Straße Konvent und ist im Quedlinburger Denkmalverzeichnis als Wohnhaus eingetragen. Nördlich grenzt das gleichfalls denkmalgeschützte Haus Konvent 22 an.

## Architektur und Geschichte
Das zweigeschossige Fachwerkhaus wurde nach einer Bauinschrift im Jahr 1671 errichtet. Vor dem Obergeschoss der nördlichen Gebäudehälfte besteht ein flacher Erker. Darüber hinaus ist der Rest eines Rundbogenportals zu erkennen. Als für die Bauzeit typische Zierformen finden sich am Fachwerk Pyramidenbalkenköpfe, Schiffskehlen, profilierte Füllhölzer, ein Andreaskreuz sowie eine Brüstungsbohle.